# Geiger (Alabama)
Pour les articles homonymes, voir Geiger.
Geiger est une municipalité américaine située dans le comté de Sumter en Alabama.
Selon le recensement de 2010, sa population est de 170 habitants. La municipalité s'étend sur 0,95 milles carrés (2,46 km2).

## Démographie
| 1920 | 1930 | 1940 | 1950 | 1960 | 1970 | 1980 | 1990 |
| ---- | ---- | ---- | ---- | ---- | ---- | ---- | ---- |
| 116  | 121  | 192  | 133  | 104  | 120  | 200  | 270  |

| 2000 | 2010 | - | - | - | - | - | - |
| ---- | ---- | - | - | - | - | - | - |
| 161  | 170  | - | - | - | - | - | - |